# Schlacht bei Bibracte
Arar – Bibracte – Elsass – Axona - Sambre – Octodurum – Avaricum – Gergovia – Lutetia – Armançon – Alesia – Uxellodunum
Die Schlacht bei Bibracte wurde zwischen den Helvetiern und sechs römischen Legionen geschlagen. Die Römer standen unter dem Kommando von Gaius Iulius Caesar. Die Schlacht fand im Juli 58 v. Chr. statt, im ersten Jahr des Gallischen Krieges, unter Caesar (damals Statthalter von Gallia Cisalpina, Narbonensis und Aquitania).

## Der Schlachtverlauf

### Vorgeschichte

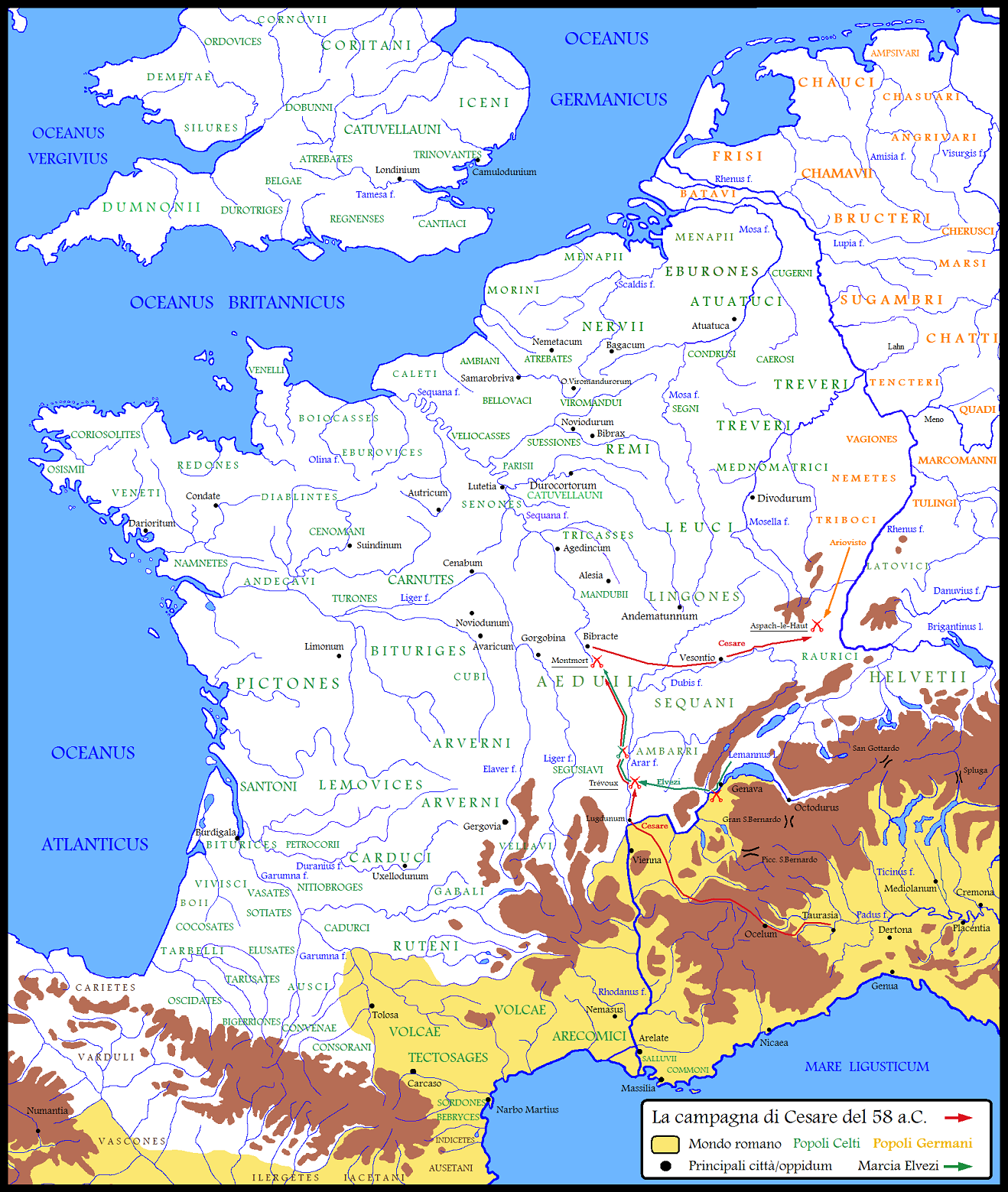
Gallien im ersten Jahr von Caesars Feldzügen, 58 v. Chr.

Nach den Angaben Caesars in seinen Kommentaren zum Gallischen Krieg war Orgetorix der mächtigste Mann der Helvetier. Er fasste den Plan, Gallien zu unterwerfen. Dazu überredete er seinen Stamm, aus ihrem Gebiet im heutigen schweizerischen Mittelland auszuziehen, gleichzeitig verschwor er sich mit mächtigen Fürsten der Haeduer und Sequaner. Zusammen wollten sie Gallien unter ihre Gewalt bringen, wenn die Helvetier nach ihrem Auszug mit einer großen Anzahl von Kriegern in Gallien einfallen. Dieser Plan wurde jedoch verraten und Orgetorix musste sich vor der Stammesversammlung der Helvetier verantworten. Orgetorix schüchterte die Versammlung mit Hilfe seiner 10.000 Klienten (nach Angaben Caesars) ein und konnte sich befreien, danach geriet er jedoch unter Druck und beging Selbstmord.
Der Wunsch nach Auswanderung blieb jedoch bestehen: Caesar berichtet, dass die Helvetier ihre Städte, Dörfer und alles Getreide verbrannten und nach Gallien zogen. Es soll sich eine Wanderlawine aus 263.000 Helvetiern, 36.000 Tulingern, 14.000 Latobrigern, 23.000 Raurakern und 32.000 Boiern mit insgesamt 368.000 Menschen gebildet haben, davon ein Viertel (92.000) waffenfähig. Diese Version Caesars wurde bis in die frühen 1980er Jahre an einzelnen Schweizer Schulen gelehrt, die neuere Forschung zieht sie aber zunehmend in Zweifel. Vieles spricht dafür, dass die „Auswanderung“ der Helvetier wohl eher als Kriegszug kleinerer Stammesgruppen zu sehen ist, während die Siedlungen und Kultstätten der Helvetier eine ungebrochene Kontinuität und Vitalität zeigten.
Die Helvetier wollten durch die römische Provinz Gallia Narbonensis ziehen, ihre Bitte danach jedoch lehnte Caesar ab. Die Römer errichteten eine Mauer, die die aus dem Genfersee fließende Rhone mit dem Jura verband, sie war 27,5 Kilometer lang. Die Helvetier gaben ihr Vorhaben, über die Rhône zu setzen, schnell auf. So mussten die Helvetier sich einen anderen Weg suchen: Durch Vermittlung des Dumnorix brachten sie die Sequaner dazu, den Durchzug durch ihr Gebiet zu dulden. So gelangten die Helvetier in das Gebiet der Haeduer und verwüsteten es. Die Haeduer – alte Verbündete Roms – riefen Caesar zu Hilfe. Anfang Juni erreichte Caesar die Saône mit drei Legionen, als drei Viertel der Helvetier den Fluss bereits überquert hatten. Caesar griff das nicht kampfbereite letzte Viertel an und machte einen Großteil von ihnen nieder. Danach ließ Caesar eine Brücke über die Saône bauen, überschritt sie und heftete sich den Helvetiern an die Fersen. Die Helvetier schickten Divico als Gesandten zu Caesar, der ihn in einer Prahl- und Schmährede an die Niederlage der Römer gegen die Helvetier von 107 v. Chr. erinnerte.
Nach einigen kleineren Scharmützeln war Caesar um den 20. Juni gezwungen, die Verfolgung der Helvetier aufzugeben und nach Bibracte abzubiegen, um die Verpflegung seiner Legionen zu sichern. Nun verfolgten die Helvetier die Römer und begannen, die Nachhut der Römer anzugreifen.

### Die Entscheidung bei Bibracte

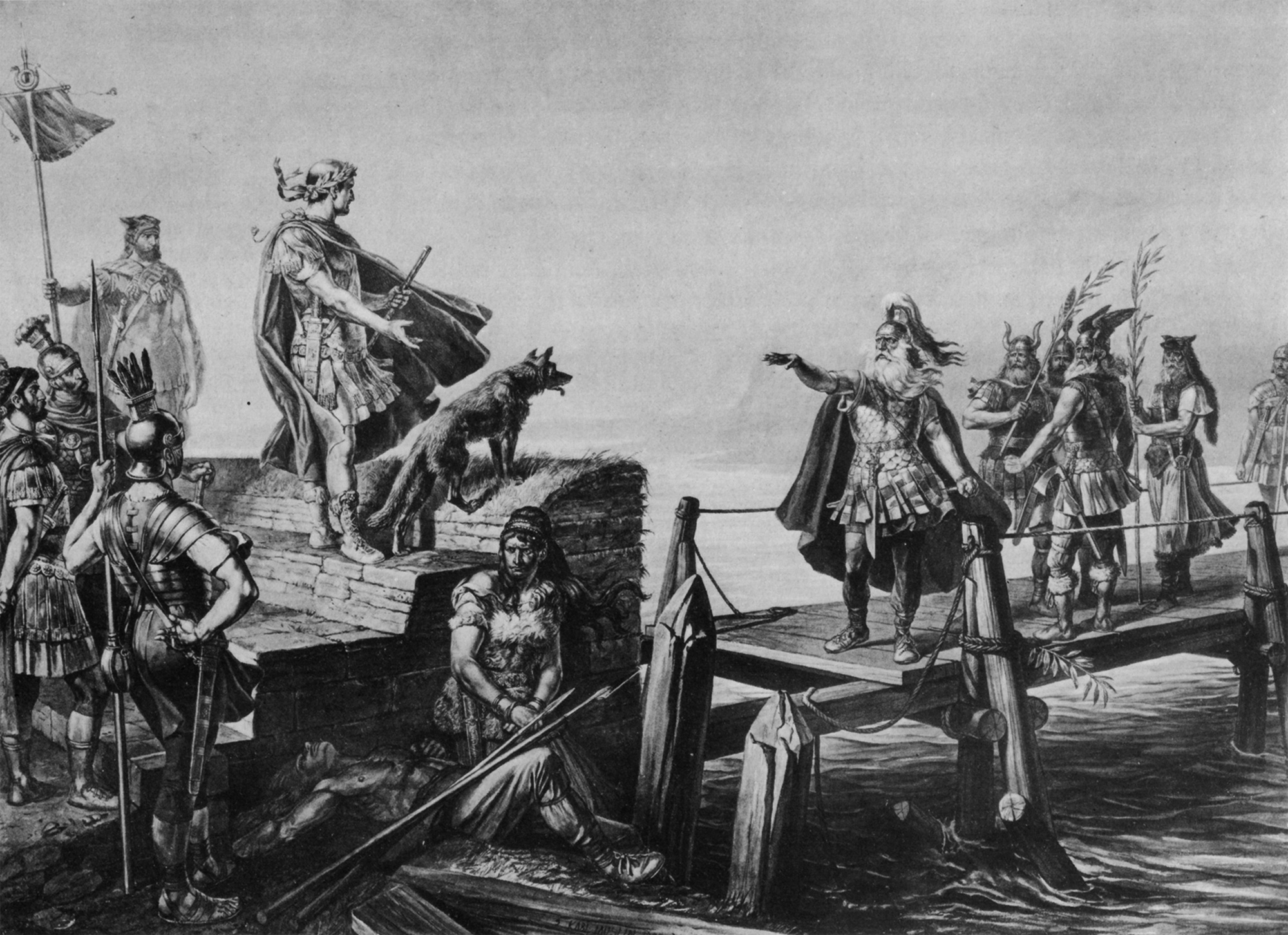
Gaius Iulius Caesar und der helvetische Heerführer Divico treffen nach der Schlacht an der Saône zusammen. Fiktives Historiengemälde des 19. Jahrhunderts von Karl Jauslin.

Als Caesar die Angriffe der Helvetier bemerkte, schickte er seine Truppen auf den nächsten Hügel. Bei diesem Hügel handelt es sich vermutlich um den Bois de Jaux bei Montmort (Département Saône-et-Loire), 22 Kilometer südlich von Bibracte. Dort wurde bei archäologischen Untersuchungen ein Graben entdeckt, der wahrscheinlich von den Legionären Caesars ausgehoben worden war.

Karte des Oppidums von Bibracte.

Caesar schickte die Reiterei vor, um den Angriff der Helvetier abzufangen. In der Zwischenzeit stellte Caesar auf halber Höhe des Hügels seine vier erfahrenen Legionen in dreifacher Schlachtreihe auf. Oben auf dem Hügel reihte er alle Hilfstruppen sowie die zwei Legionen auf, die er vor kurzem in der Provinz Gallia Cisalpina ausgehoben hatte. Sie sollten das Gepäck bewachen.
Die Helvetier brachten ihren Tross an eine Stelle und warfen in dichtgedrängter Schlachtstellung die Reiterei der Römer zurück. Sie bildeten eine Phalanx (d. h. eine tiefe Schlachtordnung; die Schilde des ersten Gliedes wurden mit den Rändern übereinander gelegt) und rückten gegen das erste Treffen der Römer von unten an.
Um eine Flucht unmöglich zu machen, ließ Caesar sein Pferd und danach die Pferde der Offiziere außer Sichtweite führen.
Die Legionäre warfen ihre Pila von oben in die Phalanx der Feinde und sprengten so die Phalanx. Danach griffen sie die Helvetier mit gezückten Schwertern an. Die Helvetier wurden durch ihre Schilde behindert: Viele Pila der Römer hatten durch einen Wurf mehrere Schilde der Helvetier durchschlagen und aneinandergeheftet. Die römischen Speereisen waren so geschmiedet, dass sie sich nach der in den Schild eindringenden Spitze verjüngten und an dieser Stelle so weich waren, dass sie sich verbogen, anstatt zu brechen. Die Eisenspitze der Pila konnte nicht herausgerissen werden, so dass viele Helvetier ihren Schild wegwarfen und mit ungedecktem Körper kämpften. Die Helvetier begannen zu weichen und zogen sich auf einen Berg in etwa 1,5 Kilometer Entfernung zurück.
Die Boier und Tulinger bildeten mit 15.000 Mann (nach Angaben Caesars) den Abschluss des helvetischen Heeres. Sie trafen auf dem Schlachtfeld ein, als die Helvetier den Berg besetzt hatten und die Römer von unten nachrückten. Die Boier und Tulinger griffen die Römer auf der ungedeckten (rechten) Seite an. Als sie dies sahen, drangen die Helvetier, die sich auf den Berg zurückgezogen hatten, wieder vor und erneuerten den Kampf. Die Römer spalteten ihr Heer in zwei Gruppen: Das erste und zweite Treffen leistete den Helvetiern Widerstand, die sich auf den Berg zurückgezogen hatten, das dritte Treffen sollte die Tulinger und Boier aufhalten. In dieser Doppelschlacht wurde lange gekämpft, insgesamt dauerte die Schlacht von der 7. Stunde (gegen Mittag) bis gegen Abend. Schließlich zogen sich die Helvetier zurück: Die einen auf den Berg, auf den sie schon einmal geflohen waren, die anderen zum Gepäck und ihren Karren.
Mit ihren Karren hatten die Helvetier auf einem erhöhten Ort eine Wagenburg gebildet, dort wurde bis tief in die Nacht gekämpft. Die Helvetier schleuderten aus den Zwischenräumen der Karren und Räder ihre Wurfspeere und Wurfspieße auf die Römer. Doch schließlich gelang es den Römern, die Wagenburg zu erobern. Dort wurden die Tochter des Orgetorix und einer seiner Söhne gefangen genommen.

### Nach der Schlacht
Den Helvetiern blieben nach der Schlacht 130.000 Menschen (nach Angaben Caesars), sie zogen noch in der Nacht ohne Aufenthalt weiter. Die Römer folgten ihnen nicht, weil sie ihre Verwundeten versorgen und die Gefallenen bestatten mussten. Am vierten Tag gelangten die Helvetier in das Gebiet der Lingonen. Caesar schickte Boten zu den Lingonen mit der Forderung, die Helvetier nicht mit Getreide oder etwas anderem zu unterstützen. Nach drei Tagen folgte Caesar den Helvetiern mit allen Truppen. Aus Mangel an allem waren die Helvetier gezwungen, sich Caesar bedingungslos zu unterwerfen. Caesar verlangte Geiseln, ihre Waffen und die Sklaven, die zu ihnen übergelaufen waren. Caesar befahl den Helvetiern, in die von ihnen selbst verwüstete Heimat zurückzukehren, damit dieses Land nicht an die Germanen falle. Die Boier wurden mit Erlaubnis Caesars von den Haeduern aufgenommen.

## Die Angaben in CaesarsDe Bello Gallico

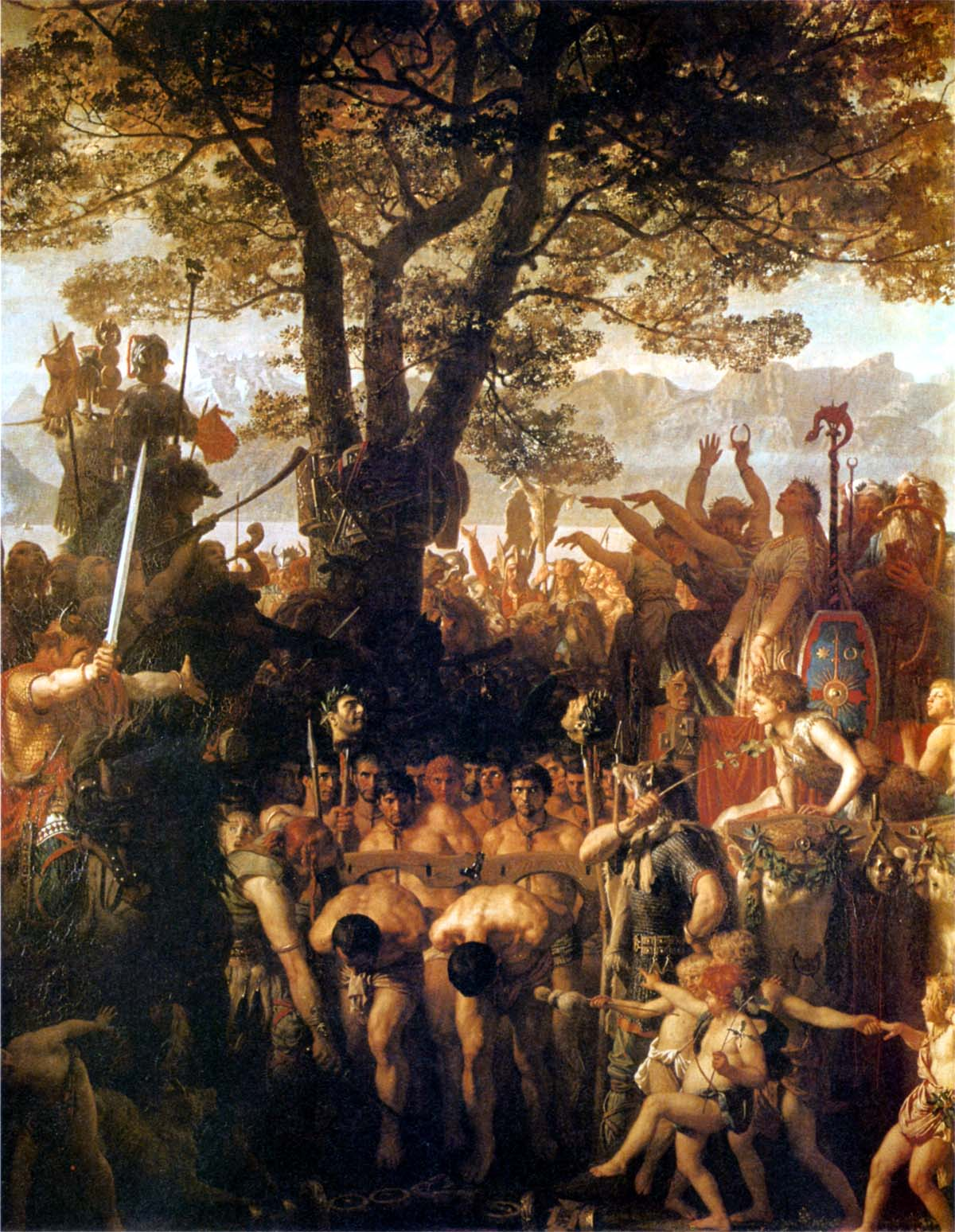
«Die Helvetier zwingen die Römer unter dem Joch hindurch». Historiengemälde des 19. Jahrhunderts auf den Sieg der Helvetier unter Divico über die Römer bei der Schlacht von Agen 107 v. Chr. von Charles Gleyre

Mit seinen Kommentaren über den Gallischen Krieg wollte Caesar seine Feldzüge als „gerechte“ Kriege rechtfertigen und seinen eigenen Ruhm mehren. Deshalb hat er vor allem die Anzahl seiner Feinde stark übertrieben, die von Caesar genannten 368.000 Helvetier dürften deutlich zu hoch sein. Realistischer erscheint die Zahl der waffenfähigen Männer (92.000), sowie die Zahl der Überlebenden (130.000). Geht man davon aus, dass die Verluste bei derartigen Kriegszügen etwa ein Drittel betrugen, kommt man auf eine ursprüngliche Größe des Helvetierzuges von knapp 200.000 Menschen.
Ein weiteres vermutliches Propagandamanöver Caesars bestand darin, seinen Sieg über die Helvetier als Rache für die Niederlage der Römer gegen die Helvetier aus dem Jahr 107 v. Chr. darzustellen. Nach Angaben Caesars wurde das römische Heer damals von den Helvetiern unters Joch geschickt – eine besonders große Erniedrigung. Als nun Caesars Truppen an der Saône das letzte Viertel des Helvetierzuges vernichteten, merkte Caesar an, dass es sich bei dem niedergemachten Teil der Helvetier um Menschen aus dem Gau der Tiguriner handelte. Die Tiguriner waren ausgerechnet der Gau, der auch die Römer 107 v. Chr. unters Joch geschickt hatte, wie Caesar schrieb: So musste, sei es durch Zufall oder nach dem Ratschluss der unsterblichen Götter, derjenige Teil der helvetischen Bevölkerung, der dem römischen Volke eine empfindliche Niederlage beigebracht hatte, zuerst büßen.
Unter dem Aspekt der Rache für die 107 v. Chr. erlittene Schmach ist auch der Auftritt des Divico zu sehen, den Caesar eine Prahl- und Schmährede halten lässt. Dieser Divico soll bereits 107 v. Chr. Führer der Helvetier gewesen sein. Nimmt man an, dass Divico bereits 107 v. Chr. als Heerführer über zwanzig Jahre alt gewesen sein musste, kommt man für das Jahr 58 v. Chr. auf ein Alter von ca. 70 Jahren. Es ist somit nicht unmöglich, aber unwahrscheinlich, dass die Gesandtschaft der Helvetier tatsächlich von jenem Divico angeführt wurde.
Die Schilderung des Helvetierzuges durch Caesar wird beim römischen Leser dieser Zeit Erinnerungen an die Kimbern und Teutonen geweckt haben, die in den Kimbernkriegen mehrere römische Armeen vernichteten. Auch diese Völker hatten ihre Heimat verlassen und brachten Krieg bis in die römischen Provinzen. Diese Parallele bot für Caesar den idealen Kriegsgrund: Sein Ziel war es, einen ähnlich zerstörerischen Kriegszug wie den der Kimbern zu verhindern. Caesars Sieg gegen die Helvetier stellte ihn in eine Reihe mit seinem Onkel Gaius Marius, der einst die Kimbern besiegte.